# Zorka de Monténégro
 (mai 2019).
Si vous disposez d'ouvrages ou d'articles de référence ou si vous connaissez des sites web de qualité traitant du thème abordé ici, merci de compléter l'article en donnant les références utiles à sa vérifiabilité et en les liant à la section « Notes et références ».
Zorka de Monténégro, née Ljubica Petrović-Njegoš le 23 décembre 1864 à Cetinje et morte le 16 mars 1890 dans la même ville, est une princesse du Monténégro. Fille du roi Nicolas Ier de Monténégro, elle est l'épouse du futur Pierre Ier de Serbie et la mère d'Alexandre Ier de Yougoslavie.

## Biographie
La princesse est l'aînée des enfants de Nicolas Ier de Monténégro et de Milena Vukotić. Elle est la sœur d'Hélène, reine d'Italie.
Elle passe son enfance à Cetinje, où elle est éduquée par une gouvernante suisse, Mme Nykom. En 1875, la princesse est envoyée en Russie pour poursuivre ses études à l'Institut Smolny, fréquenté par les filles de la haute aristocratie russe. Après avoir obtenu son diplôme, elle retourne à Cetinje. 
Au début de 1883, le prince Pierre Karađorđević arrive à Cetinje, avec l'intention est de s'y marier, de se rapprocher des Monténégrins et d'y vivre avec sa famille. Il demande alors la main de la princesse. L'arrivée de Pierre Karađorđević à Cetinje et ses fiançailles avec la princesse sont désapprouvées par les opposants des deux dynasties, mais l'union est acceptée avec joie par les peuples serbe et monténégrin, qui y voient la confirmation de leur futur lien. Le mariage de la princesse, âgée de dix-neuf ans, et de Pierre Karađorđević, âgé de trente-neuf ans, a lieu au monastère de Cetinje le 30 juillet 1883 . La princesse adopte alors le prénom de Zorka.
De cette union naissent cinq enfants :
- Hélène de Serbie (1884-1962), princesse de Russie ;
- Milena de Serbie (1886-1887), princesse de Serbie ;
- Georges de Serbie (1887-1972), prince de Serbie, qui épouse, en 1950, Radmila Radnonyitch (1907-1993) ;
- Alexandre Ier de Yougoslavie (1888-1934), roi des Serbes, Croates et Slovènes (1921-1929) puis roi de Yougoslavie (1929-1934) ;
- André de Serbie (1890-1890), prince de Serbie.

Zorka meurt des suites de ses couches après avoir mis au monde son dernier enfant. Elle est inhumée au mausolée royal d'Oplenac.
Le premier monument en l'honneur d'une femme en Serbie est érigé en mémoire de Zorka le 3 juin 1926. Le monument, œuvre du sculpteur Stamenko Đurđević, est financé par la Société de la princesse Zorka et est situé dans le parc de Kalemegdan. Le monument est retiré et probablement détruit après la Seconde Guerre mondiale. Le modèle en gypse de la sculpture se trouve au Musée d'histoire de Serbie .